# 비토 스코티

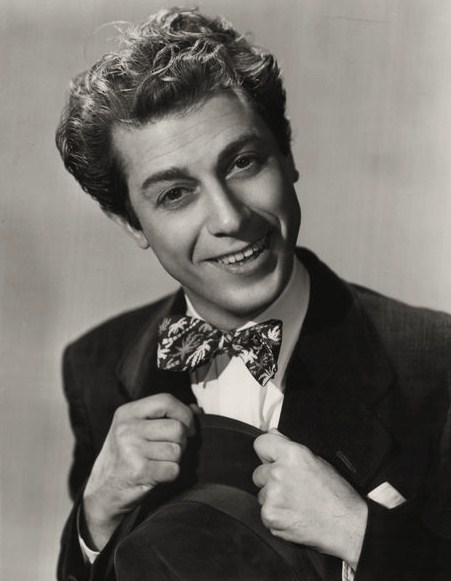

비토 스코티(Vito Scotti, 1918년 1월 26일 ~ 1996년 6월 5일)는 미국의 배우이다.
샌프란시스코에서 태어났으며, 우들랜드힐스에서 사망하였다. 폐암으로 숨졌으며, 할리우드 포에버 공동묘지에 매장되었다.

## 영화
- 원초적 무기(1993년)
- 스튜어디스 스쿨(1986년)
- 사고뭉치 첩보원(1981년)
- 허비 - 흥분하다(1980년)
- 제로 투 식스티(1978년)
- 꿈꾸는 낙원(1978년)
- 기동순찰대(1977년)
- 허비 - 돌아오다(1974년)
- 대부(1972년) - 나조린느 역
- 형사 맥밀란(1971년)
- 아리스토캣(1970년)
- 해안 경비대(1970년)
- 선인장 꽃(1969년)
- 헤드(1968년)
- 유럽에서 생긴 일(1968년)
- 폴라인의 모험(1967년)
- 경고 사격(1967년)
- 아빠, 전쟁에서 무슨 일이?(1966년)
- 배트맨 - 66년 TV 시리즈(1966년)
- 겟 스마트(1965년)
- 탈주 특급(1965년)
- 첩보원 0011(1964년)
- 몬스터 가족(1964년)
- 리오 콘초스(1964년)
- 길리건의 섬(1964년)
- 아가씨들 멋대로(1964년) - 이웃 남자 역
- 캡틴 뉴먼, M.D.(1963년)
- 해변에서 생긴 일(1960년)
- 보난자(1959년)
- 피터 건(1958년)
- 파티 걸(1958년)
- 조로(1957년)
- 딜론 보안관(1955년)
- 우주 정복(1955년)
- 디즈니랜드(1954년) - 차코 역
- 더 라이트 터치(1952년)
- 이스트 사이드, 웨스트 사이드(1949년)